# Hemiblossia
Hemiblossia es un género de solífugos perteneciente a la familia Daesiidae. Las especies del género se encuentran en África.

## Especies
En este género se han reconocido las siguientes especies:
- Hemiblossia australis (Purcell, 1902).
- Hemiblossia bouvieri Kraepelin, 1899.
- Hemiblossia brunnea Lawrence, 1953.
- Hemiblossia etosha Lawrence, 1927.
- Hemiblossia evangelina Lawrence, 1968.
- Hemiblossia idioceras Hewitt, 1917.
- Hemiblossia kalaharica Kraepelin, 1908.
- Hemiblossia lawrencei Roewer, 1933.
- Hemiblossia machadoi Lawrence, 1960.
- Hemiblossia michaelseni Roewer, 1933.
- Hemiblossia monocerus Hewitt, 1927.
- Hemiblossia nama Lawrence, 1968.
- Hemiblossia nigritarsis Lawrence, 1960.
- Hemiblossia oneili Purcell, 1902.
- Hemiblossia robusta Lawrence, 1972.
- Hemiblossia rubropurpurea Lawrence, 1954.
- Hemiblossia tana (Roewer, 1933).
- Hemiblossia termitophila Lawrence 1963.

### Publicación original
- Kraepelin, 1899 : Zur systematik der Solifugen. Mitteilungen aus dem Naturhistorischen Museum in Hamburg, vol. 16, p. 197-259